# Litchborough
Litchborough is een civil parish in het bestuurlijke gebied South Northamptonshire, in het Engelse graafschap Northamptonshire met 321 inwoners.